# Шахты-25
Шахты-25 — поселок в Щёкинском районе Тульской области в составе Ломинцевского сельского поселения.

## География
Находится в центральной части Тульской области на расстоянии приблизительно 7 км на восток-северо-восток по прямой от города Щёкино, административного центра района.

## История
Шахта № 25 без указания на существование поселка при ней была показана на карте 1989 года . Как населенный пункт поселок учитывается с 2006 года.

## Население
Постоянное население составляло 92 человека в 2010 году.